# シングルベスト10★おまけつき★
『シングルベスト10★おまけつき★』（シングルベストテン おまけつき）は、シャ乱Qのベストアルバム。

## 内容
リリース時点までに発売されたシングル10曲に、1991年にNHK「BSヤングバトル」第2回グランプリを受賞した「ラーメン大好き小池さんの唄」を加えた全11曲。

## 収録曲
1. 18ヶ月
作詞：つんく / 作曲：つんく、はたけ / 編曲：シャ乱Q、白井良明
2. ラーメン大好き小池さんの唄
作詞：つんく♂ / 作曲：シャ乱Q / 編曲：シャ乱Q、白井良明
3. とってもメリーゴーランド
作詞・作曲：つんく / 編曲：シャ乱Q
4. 友達はいますか
作詞：つんく / 作曲：しゅう、つんく / 編曲：シャ乱Q
5. 上・京・物・語
作詞：まこと / 作曲：はたけ / 編曲：シャ乱Q、鳥山雄司
6. 恋をするだけ無駄なんて
作詞：つんく、まこと / 作曲：はたけ / 編曲：シャ乱Q、鳥山雄司
7. シングルベッド
作詞：つんく / 作曲：はたけ / 編曲：シャ乱Q、鳥山雄司
8. ズルい女
作詞・作曲：つんく / 編曲：シャ乱Q
9. 空を見なよ
作詞：まこと / 作曲：はたけ / 編曲：シャ乱Q
10. My Babe 君が眠るまで
作詞・作曲：つんく / 編曲：シャ乱Q
アルバム初収録。
11. いいわけ
作詞・作曲：つんく / 編曲：シャ乱Q
アルバム初収録。